# جسی جکسون
 جسی جکسون (انگلیسی: Jesse Jackson؛ زادهٔ ۸ اکتبر ۱۹۴۱) یک سیاست‌مدار اهل ایالات متحده آمریکا است. وی بین سال‌های ۱۹۹۱ تا ۱۹۹۷ عهده‌دار سمت سناتور سایهٔ ایالات متحده از واشینگتن، دی. سی. بوده‌است.